# Дайнеко Леонід Мартинович
Леонід Мартинович Дайнеко (біл. Леанід Марцінавіч Дайнека, 28 січня 1940, с. Дмитрівка 2-а, Кличівський район, Могильовська область — 21 серпня 2019) — білоруський письменник.

## Біографія
Закінчив БДУ (1967). Працював на будівництвах, на Нижньотагільському металургійному комбінаті, на Вітебській студії телебачення, Білоруському телебаченні. У 1972—1989 відповідальний секретар журналу «Молодість». З 1989 р. у видавництві «Мастацкая літаратура». З 1993 року займався підприємницькою діяльністю, заснував фірми «Посад» і «БелПі».

## Творчість
Дебютував у пресі в 1961 р. Автор збірок віршів «Голоси» (1969), «Берег чекання» (1972), «Моя весна сорокова» (1979), «Вічна мить» (1985) — лейтмотиви творів: уславлення рідної землі й людини праці, роздуми над роками війни, дитинства, життям села. Деякі вірші Л. Дайнеко покладені на музику. Також автор збірки оповідань «Батьківська криниця» (1976).
Автор романної дилогії «Люди і блискавки» (1977) і «Запам'ятаємо себе молодими» (1979), яка розкриває складні події революції, громадянської війни, боротьби з окупантами, становлення білоруської державності в 1917—1919; роману «Футбол на замінованому полі» (1987), де осмислює тему міста; фантастичного роману «Людина з діамантовим серцем» (біл. Чалавек з брыльянтавым сэрцам, 1992).

### Історичні романи
Відомий як один з найкращих білоруських історичних письменників. Автор романів «Меч князя Вячки» (1987) про боротьбу Полоцька з німцями в Нижньому Подвинні в 13 ст., «Слід перевертня» (1988) про полоцького князя Всеслава Брячиславича, «Залізні жолуді» (1990) про ранній етап становлення Великого Князівства Литовського;. У 2008 році вийшов роман «Назви сина Костянтином», дія в якому відбувається у XV—XVI ст. в Римі, ВКЛ і Константинополі.

## Премії та нагороди
- Літературна премія Спілки письменників Білорусі імені Івана Мележа (1989) за історичний роман «Меч князя Вячки» (1987)
- Державна премія Білорусі імені Кастуся Калиновського (1990) за історичні романи «Меч князя Вячки» (1987) і «Слід перевертня» (1988).
- Премія імені Валентина Пікуля (2010) з врученням залатого медалі за цикл історичних романів.
- Медаль «500-річчя Оршанської битви» (2015).